# Quintus Pompaedius Silo
Quintus Pompaedius Silo est le général des Marses dans la Guerre sociale. 
Il souleva les peuples d'Italie contre Rome, tailla en pièces une armée romaine commandée par Servilius Cæpio, 91 avant Jésus-Christ, mais fut lui-même défait l'année suivante et périt dans l'action.

## Source
Cet article comprend des extraits du Dictionnaire Bouillet. Il est possible de supprimer cette indication, si le texte reflète le savoir actuel sur ce thème, si les sources sont citées, s'il satisfait aux exigences linguistiques actuelles et s'il ne contient pas de propos qui vont à l'encontre des règles de neutralité de Wikipédia.